# Penelope dabbenei
A Penelope superciliaris a madarak osztályának tyúkalakúak (Galliformes) rendjébe és a hokkófélék (Cracidae) családjába tartozó faj.

## Rendszerezése
A fajt Carl Edward Hellmayr és Henry Boardman Conover írták le 1942-ben.

## Előfordulása
Az Andok hegységben, Argentína és Bolívia területén honos. Természetes élőhelyei szubtrópusi és trópusi hegyi esőerdők. Állandó, nem vonuló faj.

## Megjelenése
Testhossza 63–69 centiméter, testtömege 1230 gramm. Teste alsó része szürkés-barna kivéve nyakát és feje egy részét.

## Életmódja
Főleg gyümölcsökkel táplálkozik.

## Természetvédelmi helyzete
Az elterjedési területe nem nagy, egyedszáma ugyan csökken, de még nem éri el a kritikus szintet. A Természetvédelmi Világszövetség Vörös listáján nem fenyegetett fajként szerepel.

## Külső hivatkozások
- Képek az interneten a fajról
- Xeno-canto.org - a faj hangja és elterjedési területe